# Castanet (Avairon)
Castanet (en occità Castanet) és un municipi francès situat al departament de l'Avairon i a la regió d'Occitània.

## Demografia
| 1962                                       | 1968 | 1975 | 1982 | 1990 | 1999 |
| ------------------------------------------ | ---- | ---- | ---- | ---- | ---- |
| 682                                        | 802  | 734  | 656  | 591  | 524  |
| Des de 1962: població sense dobles comptes |      |      |      |      |      |

## Administració
| Període   | Identitat         | Partit |
| --------- | ----------------- | ------ |
| 1983-2001 | Jean-Louis Devals |        |
| 2001-     | Claude Bou        |        |